# Arcidiocesi di Cebu

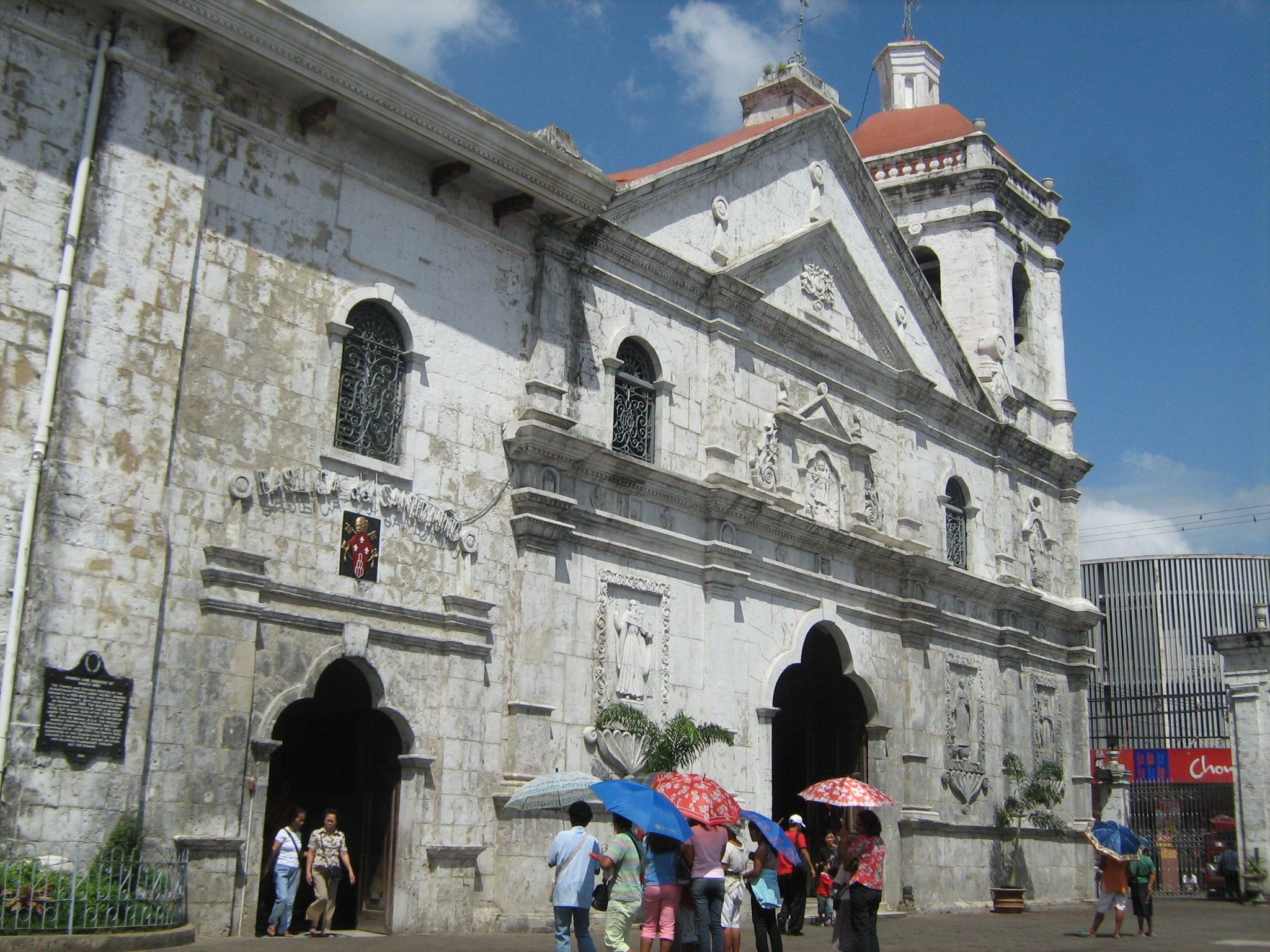
La basilica minore del Bambino Gesù a Cebu, la più antica chiesa delle Filippine.

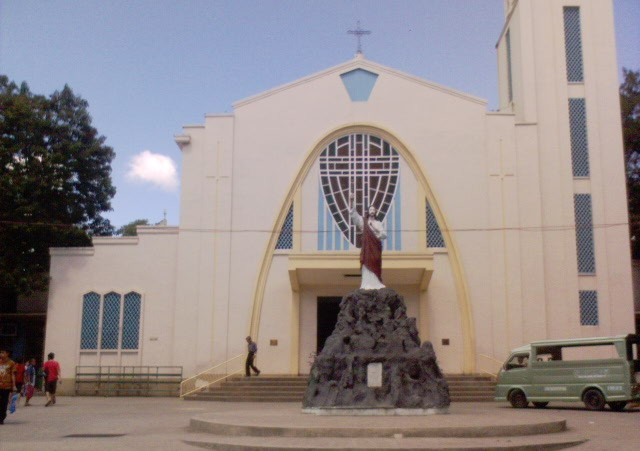
Il santuario della Vergine della Regola (Nuestra Señora Virgen de la Regla) a Lapu-Lapu.

L'arcidiocesi di Cebu (in latino Archidioecesis Nominis Iesu o Caebuana) è una sede metropolitana della Chiesa cattolica nelle Filippine. Nel 2023 contava 4.678.039 battezzati su 5.388.718 abitanti. La sede è vacante, in attesa che l'arcivescovo eletto Alberto Sy Uy ne prenda possesso.

## Territorio
L'arcidiocesi comprende la provincia filippina di Cebu ed è la più grande diocesi del Paese.
Sede arcivescovile è la città di Cebu, dove si trova la cattedrale di San Vitale. Nella stessa città sorge anche la Basilica del Bambino Gesù, importante meta di pellegrinaggi e la più antica chiesa delle Filippine.
Il territorio si estende su 5.088 km² ed è suddiviso in 176 parrocchie, raggruppate in 22 vicariati, a loro volta raggruppati in 7 distretti.

### Provincia ecclesiastica
La provincia ecclesiastica di Cebu, istituita nel 1934, comprende le seguenti suffragaee:
- la diocesi di Tagbilaran, eretta l'8 novembre 1941;
- la diocesi di Dumaguete, eretta il 5 aprile 1955;
- la diocesi di Maasin, eretta il 23 marzo 1968;
- la diocesi di Talibon, eretta il 9 gennaio 1986.

## Storia
La diocesi del Santissimo Nome di Gesù di Cebu fu eretta il 14 agosto 1595 con la bolla Super specula militantis Ecclesiae di papa Clemente VIII, ricavandone il territorio dalla diocesi di Manila. Nel contempo la diocesi di Manila fu elevata ad arcidiocesi metropolitana e la diocesi di Cebu ne divenne suffraganea.
Il 27 maggio 1865 cedette una porzione del suo territorio a vantaggio dell'erezione della diocesi di Jaro (oggi arcidiocesi).
Il 17 settembre 1902 le isole Marianne furono staccate dall'arcidiocesi e costituite in prefettura apostolica autonoma (da cui ha avuto origine la diocesi di Chalan Kanoa).
Il 10 aprile 1910 cedette altre porzioni di territorio a vantaggio dell'erezione delle diocesi di Calbayog e di Zamboanga (oggi arcidiocesi).
Il 15 luglio 1932 cedette un'ulteriore porzione di territorio a vantaggio dell'erezione della diocesi di Bacolod.
Il 28 aprile 1934 la diocesi è stata elevata al rango di arcidiocesi metropolitana con la bolla Romanorum Pontificum di papa Pio XI.
L'8 novembre 1941 ha ceduto ancora una porzione di territorio a vantaggio dell'erezione della diocesi di Tagbilaran.
Il 22 luglio 2003 la Congregazione per il culto divino e la disciplina dei sacramenti ha confermato Nostra Signora di Guadalupe patrona principale dell'arcidiocesi.

## Cronotassi dei vescovi
Si omettono i periodi di sede vacante non superiori ai 2 anni o non storicamente accertati.
- Pedro de Agurto, O.S.A. † (30 agosto 1595 - 14 ottobre 1608 deceduto)
  - Sede vacante (1608-1612)
- Pedro Arce, O.S.A. † (17 settembre 1612 - 16 ottobre 1645 deceduto)
  - Sede vacante (1645-1660)
- Juan Vélez † (26 gennaio 1660 - 1662 deceduto)
- Juan López † (23 aprile 1663 - 14 novembre 1672 nominato arcivescovo di Manila)
  - Sede vacante (1672-1676)
- Diego de Aguilar, O.P. † (16 novembre 1676 - 1º ottobre 1692 deceduto)
  - Sede vacante (1692-1697)
- Miguel Bayot, O.F.M.Disc. † (13 maggio 1697 - 28 agosto 1700 deceduto)
  - Sede vacante (1700-1705)
- Pedro Sanz de la Vega y Landaverde, O. de M. † (26 gennaio 1705 - 17 dicembre 1717 deceduto)
  - Sede vacante (1717-1722)
- Sebastián Foronda † (2 marzo 1722 - 20 maggio 1728 deceduto)
  - Sede vacante (1728-1734)
- Manuel de Ocio y Campo † (20 gennaio 1734 - 21 luglio 1737 deceduto)
  - Sede vacante (1737-1740)
- Protacio Cabezas † (29 agosto 1740 - 3 febbraio 1753 deceduto)
  - Sede vacante (1753-1757)
- Miguel Lino de Ezpeleta † (18 luglio 1757 - 1771 deceduto)
  - Sede vacante (1771-1775)
- Mateo Joaquín Rubio de Arevalo † (13 novembre 1775 - 1788 deceduto)
  - Sede vacante (1788-1792)
- Ignacio de Salamanca † (24 settembre 1792 - febbraio 1802 deceduto)
- Joaquín Encabo de la Virgen de Sopetrán, O.A.R. † (20 agosto 1804 - 8 novembre 1818 deceduto)
  - Sede vacante (1818-1825)
- Francisco Genovés, O.P. † (21 marzo 1825 - 1º agosto 1827 deceduto)
- Santos Gómez Marañón, O.S.A. † (28 settembre 1829 - 23 ottobre 1840 deceduto)
  - Sede vacante (1840-1846)
- Romualdo Jimeno Ballesteros, O.P. † (19 gennaio 1846 - 17 marzo 1872 deceduto)
  - Sede vacante (1872-1876)
- Benito Romero, O.F.M. † (28 gennaio 1876 - 7 ottobre 1885 deceduto)
- Martín García y Alcocer, O.F.M. † (7 giugno 1886 - 17 luglio 1903 dimesso[2])
- Thomas Augustine Hendrick † (17 luglio 1903 - 29 novembre 1909 deceduto)
- Juan Bautista Gorordo † (2 aprile 1910 - 19 giugno 1931 dimesso[3])
- Gabriel Martelino Reyes † (29 luglio 1932 - 25 agosto 1949 nominato arcivescovo di Manila)
- Julio Rosales y Ras † (17 dicembre 1949 - 24 agosto 1982 ritirato)
- Ricardo Jamin Vidal † (24 agosto 1982 succeduto - 15 ottobre 2010 ritirato)
- Jose Serofia Palma (15 ottobre 2010 - 16 luglio 2025 ritirato)
- Alberto Sy Uy, dal 16 luglio 2025

## Statistiche
L'arcidiocesi nel 2023 su una popolazione di 5.388.718 persone contava 4.678.039 battezzati, corrispondenti all'86,8% del totale.
| anno | popolazione | popolazione | popolazione | presbiteri | presbiteri | presbiteri | presbiteri                | diaconi | religiosi | religiosi | parrocchie |
| anno | battezzati  | totale      | %           | numero     | secolari   | regolari   | battezzati per presbitero | diaconi | uomini    | donne     | parrocchie |
| ---- | ----------- | ----------- | ----------- | ---------- | ---------- | ---------- | ------------------------- | ------- | --------- | --------- | ---------- |
| 1950 | 1.112.264   | 1.122.132   | 99,1        | 134        | 74         | 60         | 8.300                     |         | 59        | 87        | 64         |
| 1958 | 1.139.000   | 1.169.081   | 97,4        | 188        | 103        | 85         | 6.058                     |         | 105       | 189       | 71         |
| 1970 | 1.733.077   | 1.810.000   | 95,8        | 268        | 138        | 130        | 6.466                     |         | 149       | 307       | 89         |
| 1980 | 1.998.209   | 2.326.000   | 85,9        | 281        | 147        | 134        | 7.111                     |         | 190       | 426       | 105        |
| 1990 | 2.285.000   | 2.570.000   | 88,9        | 331        | 193        | 138        | 6.903                     |         | 314       | 528       | 119        |
| 1999 | 2.733.290   | 3.159.648   | 86,5        | 502        | 265        | 237        | 5.444                     |         | 417       | 818       | 135        |
| 2000 | 2.787.956   | 3.222.841   | 86,5        | 501        | 275        | 226        | 5.564                     |         | 465       | 879       | 136        |
| 2001 | 2.815.836   | 3.255.070   | 86,5        | 489        | 277        | 212        | 5.758                     |         | 471       | 988       | 137        |
| 2002 | 2.843.994   | 3.287.621   | 86,5        | 569        | 283        | 286        | 4.998                     |         | 556       | 990       | 138        |
| 2003 | 2.872.434   | 3.320.497   | 86,5        | 592        | 293        | 299        | 4.852                     |         | 641       | 995       | 138        |
| 2004 | 3.268.081   | 3.652.546   | 89,5        | 589        | 299        | 290        | 5.548                     |         | 607       | 927       | 138        |
| 2006 | 3.415.000   | 3.789.000   | 90,1        | 738        | 292        | 446        | 4.627                     |         | 744       | 1.020     | 137        |
| 2013 | 4.079.738   | 4.609.590   | 88,5        | 613        | 336        | 277        | 6.655                     | 1       | 1.078     | 1.144     | 145        |
| 2016 | 4.299.779   | 4.874.961   | 88,2        | 612        | 339        | 273        | 7.025                     |         | 1.095     | 977       | 165        |
| 2019 | 4.445.125   | 5.078.760   | 87,5        | 614        | 346        | 268        | 7.239                     |         | 1.071     | 1.047     | 167        |
| 2021 | 4.588.435   | 5.242.499   | 87,5        | 612        | 362        | 250        | 7.497                     |         | 1.053     | 1.043     | 167        |
| 2023 | 4.678.039   | 5.388.718   | 86,8        | 626        | 348        | 278        | 7.472                     |         | 1.010     | 1.025     | 176        |